# Liste der Auslandsvertretungen der Tschechischen Republik

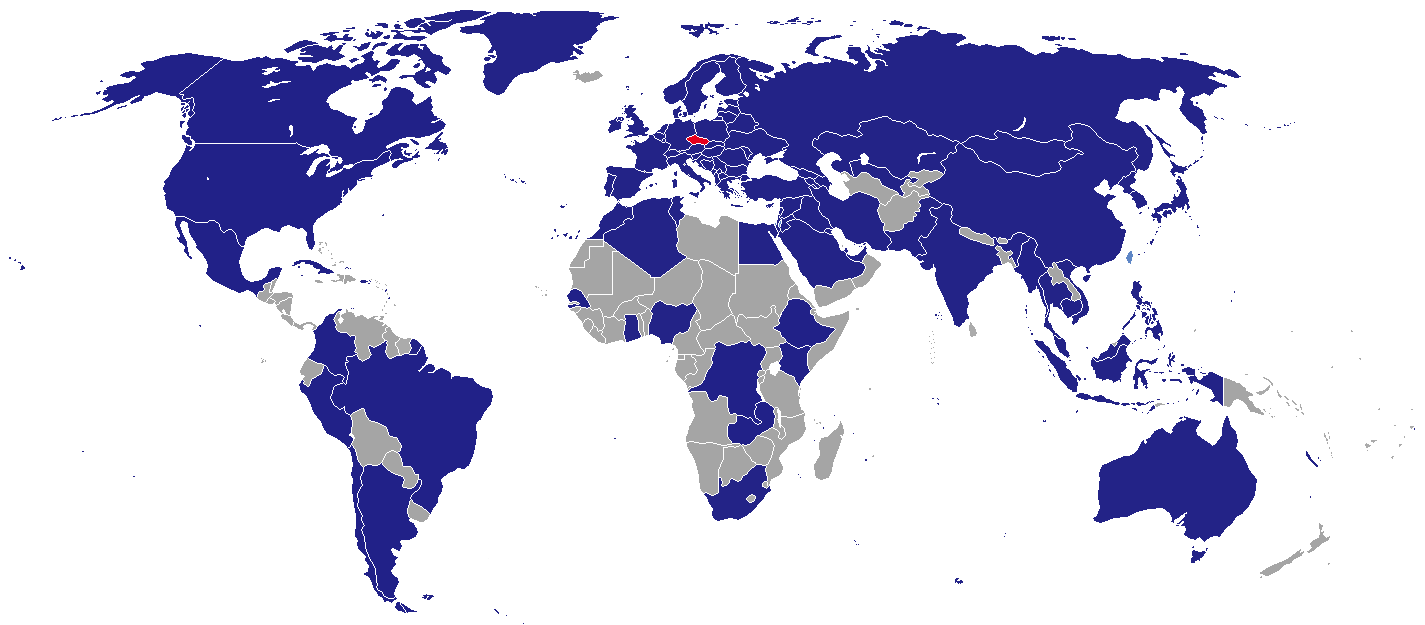
Standorte der diplomatischen Vertretungen Tschechiens

Dies ist eine Liste der diplomatischen Vertretungen der Tschechischen Republik.

## Diplomatische Vertretungen

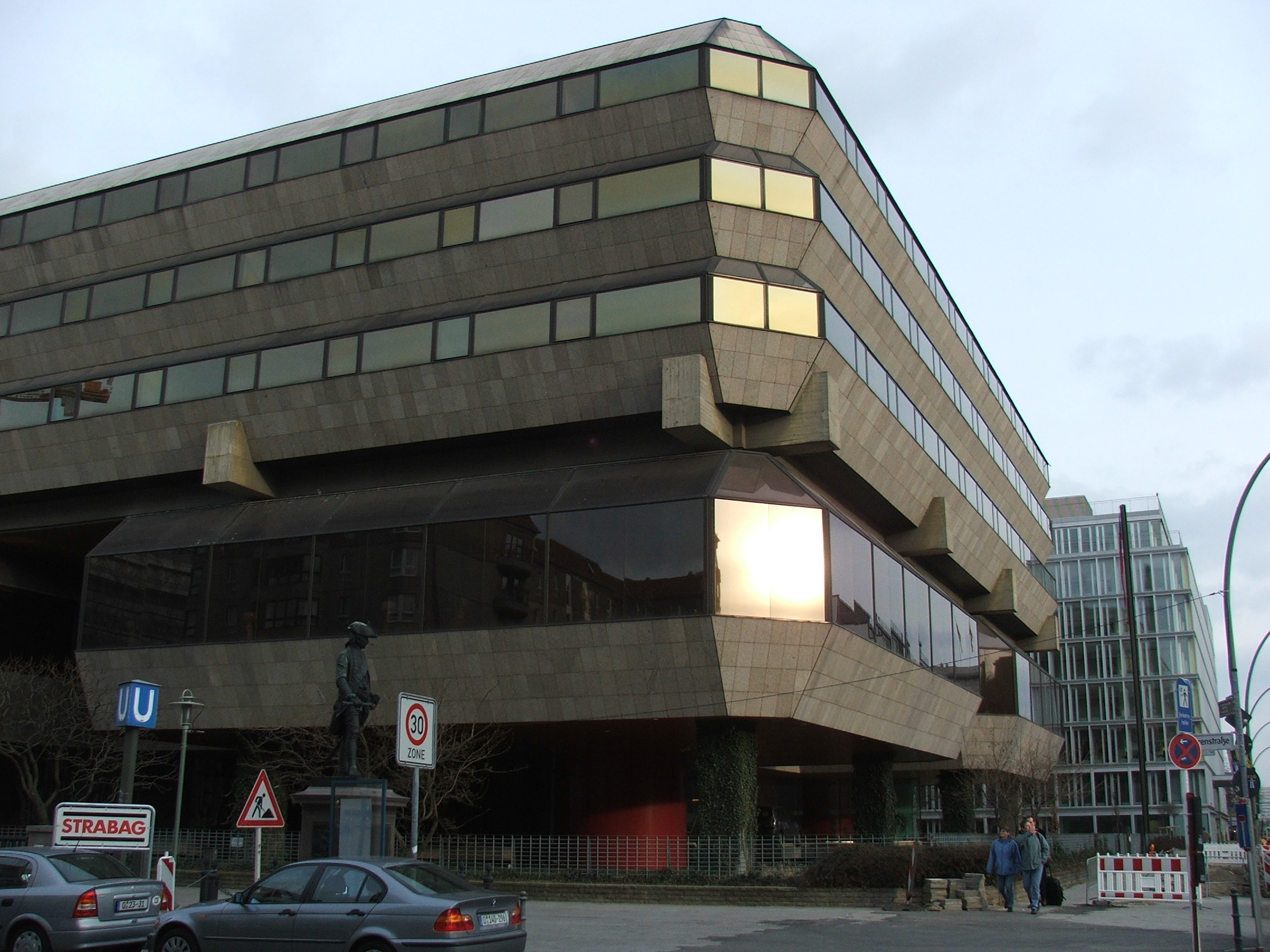
Tschechische Botschaft in Berlin

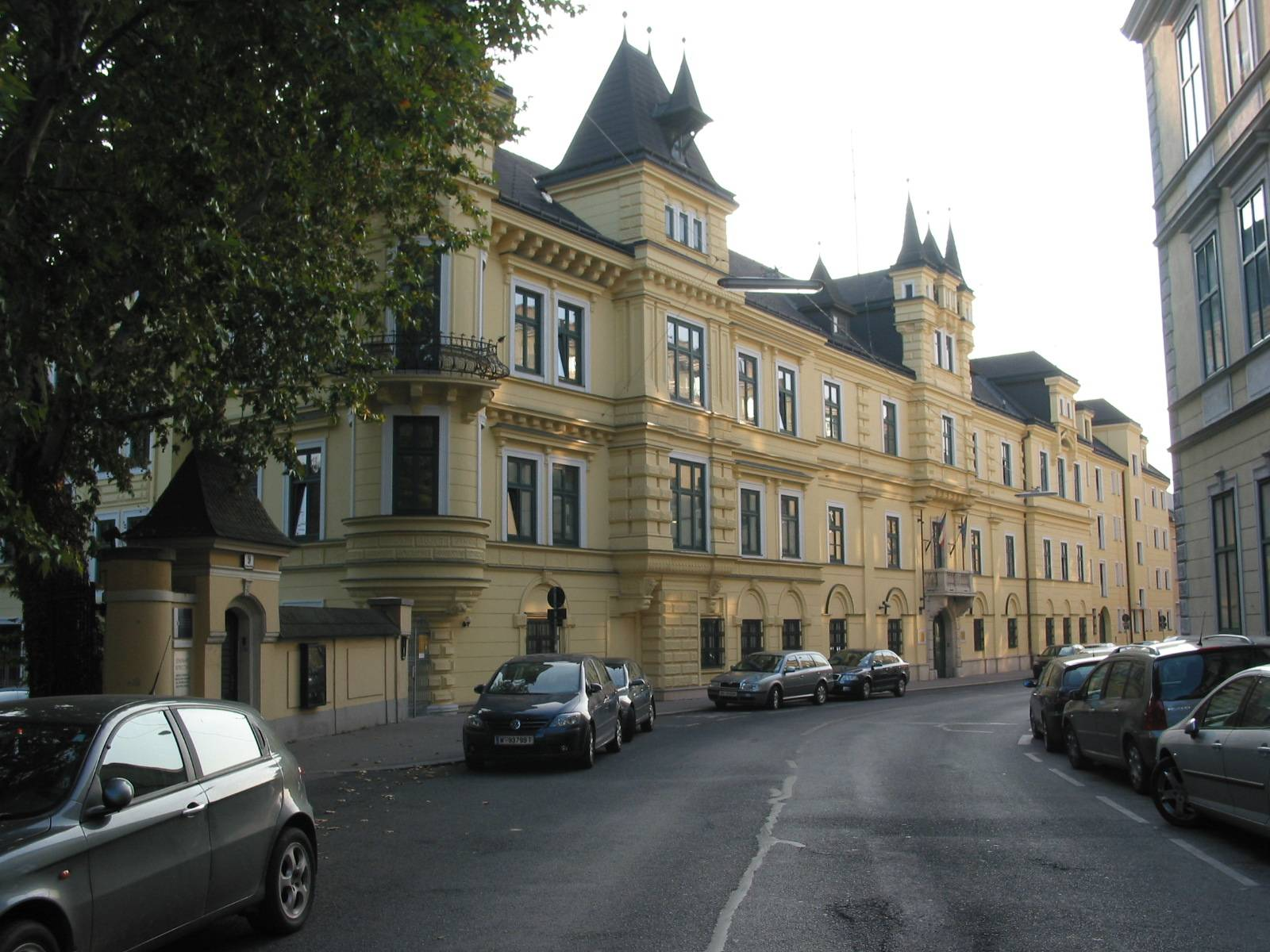
Tschechische Botschaft in Wien

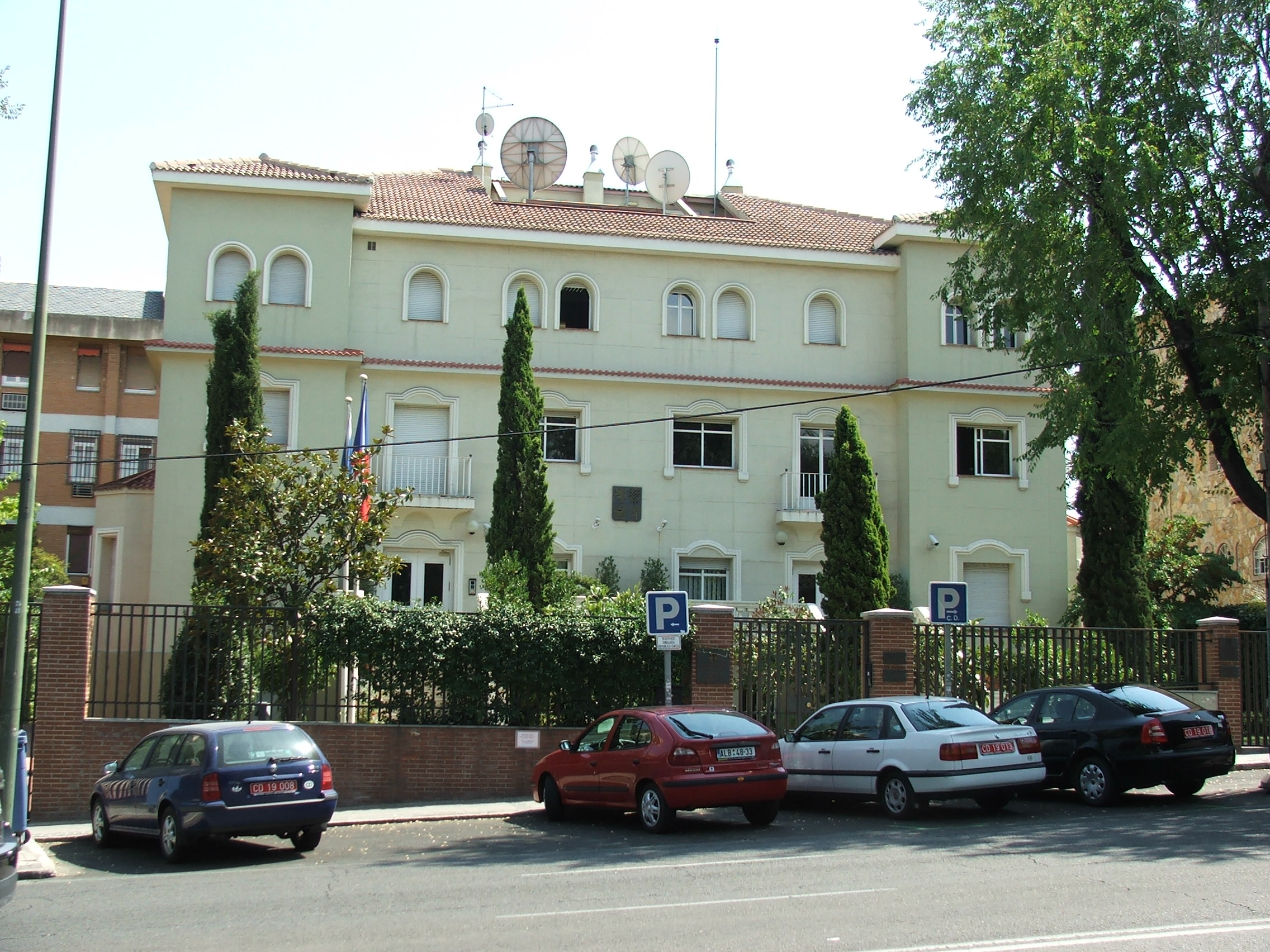
Tschechische Botschaft in Madrid

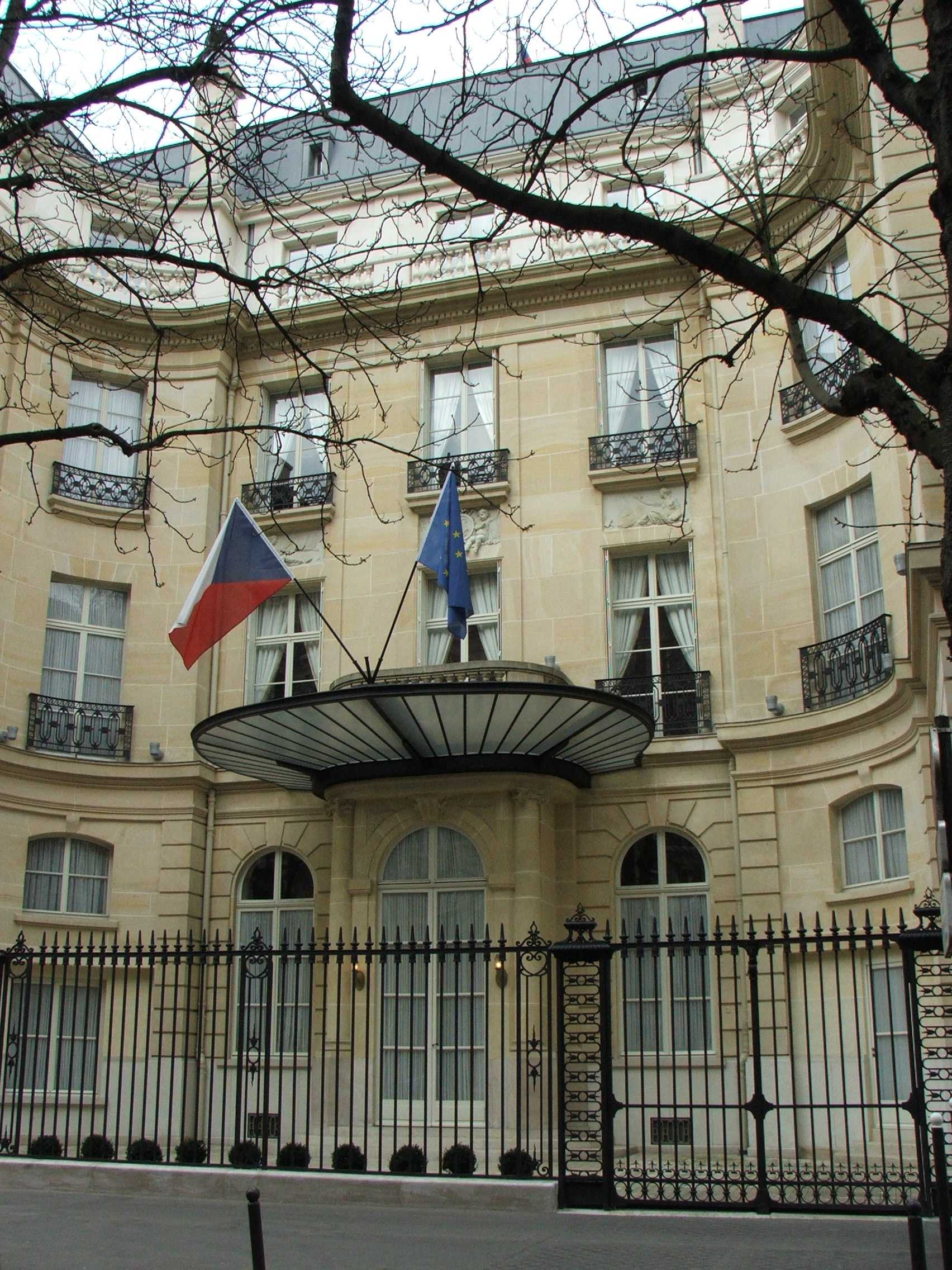
Tschechische Botschaft in Paris

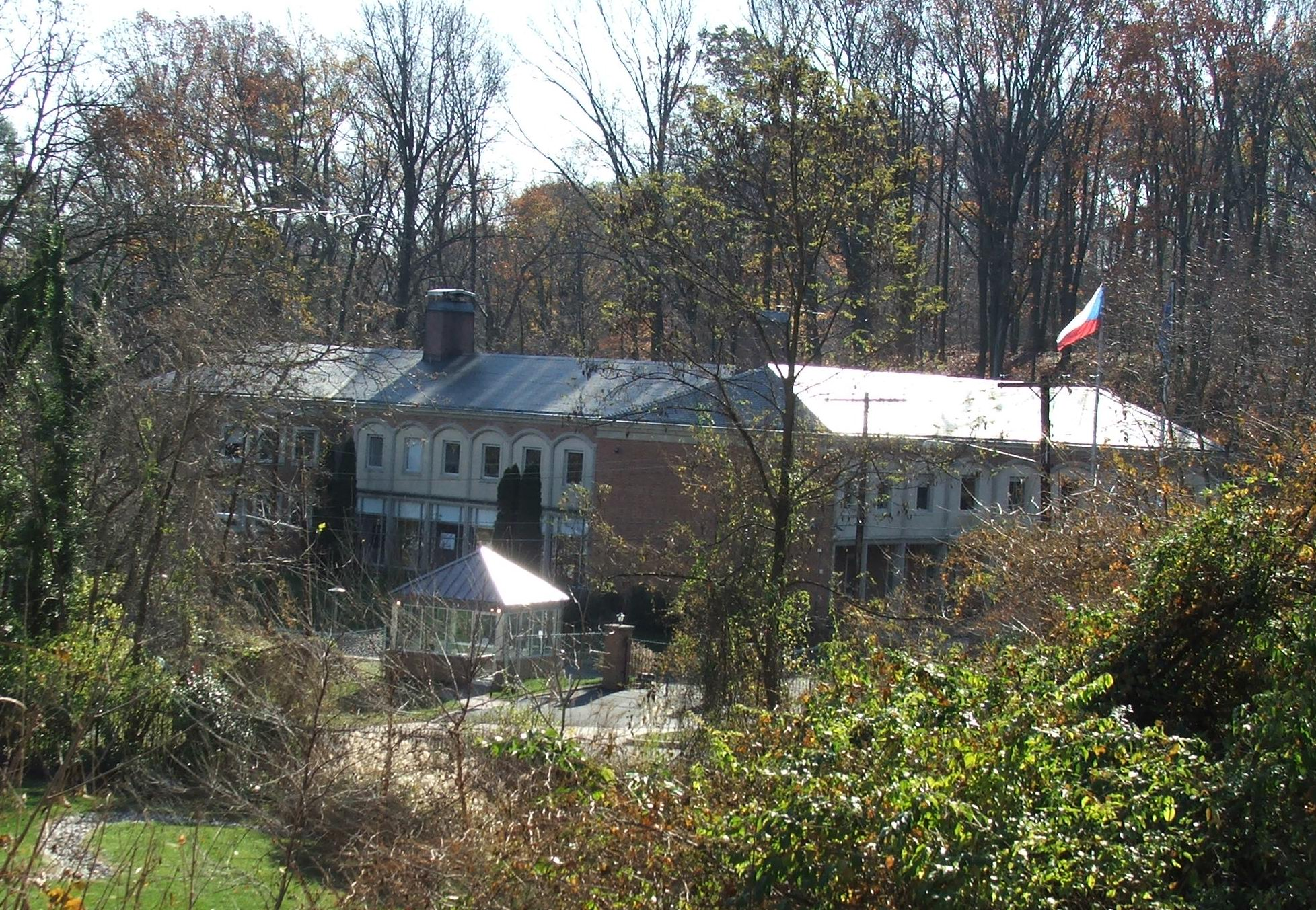
Tschechische Botschaft in Washington, D.C.

### Afrika
| - Ägypten: Kairo, Botschaft - Algerien: Algier, Botschaft - Äthiopien: Addis Abeba, Botschaft - Ghana: Accra, Botschaft - Libyen: Tripolis, Botschaft | - Nigeria: Abuja, Botschaft - Simbabwe: Harare, Botschaft - Südafrika: Pretoria, Botschaft - Tunesien: Tunis, Botschaft |

### Asien
| - Afghanistan: Kabul, Botschaft - Volksrepublik China: Peking, Botschaft - Volksrepublik China: Hongkong, Generalkonsulat - Volksrepublik China: Shanghai, Generalkonsulat - Indien: Neu-Delhi, Botschaft - Indien: Mumbai, Generalkonsulat - Indonesien: Jakarta, Botschaft - Iran: Teheran, Botschaft - Irak: Bagdad, Botschaft - Israel: Tel Aviv, Botschaft - Japan: Tokyo, Botschaft - Jordanien: Amman, Botschaft - Kasachstan: Astana, Botschaft - Kuwait: Kuwait, Botschaft - Libanon: Beirut, Botschaft | - Südkorea: Seoul, Botschaft - Malaysia: Kuala Lumpur, Botschaft - Mongolei: Ulaanbaatar, Botschaft - Nordkorea: Pjöngjang, Botschaft - Pakistan: Islamabad, Botschaft - Palästina: Ramallah, Botschaft - Philippinen: Manila, Botschaft - Saudi-Arabien: Riad, Botschaft - Syrien: Damaskus, Botschaft - Taiwan: Taipei, Wirtschafts- und Kulturbüro - Thailand: Bangkok, Botschaft - Usbekistan: Taschkent, Botschaft - Vereinigte Arabische Emirate: Abu Dhabi, Botschaft - Vietnam: Hanoi, Botschaft |

### Australien und Ozeanien
- Australien: Canberra, Botschaft
- Australien: Sydney, Generalkonsulat

### Europa
| - Albanien: Tirana, Botschaft - Armenien: Jerewan, Botschaft - Aserbaidschan: Baku, Botschaft - Belgien: Brüssel, Botschaft - Bosnien und Herzegowina: Sarajevo, Botschaft - Bulgarien: Sofia, Botschaft - Bulgarien: Burgas, Konsularagentur - Dänemark: Kopenhagen, Botschaft - Deutschland: Berlin, Botschaft - Deutschland: Bonn, Generalkonsulat - Deutschland: Dresden, Generalkonsulat - Deutschland: München, Generalkonsulat - Estland: Tallinn, Botschaft - Finnland: Helsinki, Botschaft - Frankreich: Paris, Botschaft - Frankreich: Marseille, Konsularagentur - Georgien: Tiflis, Botschaft - Griechenland: Athen, Botschaft - Irland: Dublin, Botschaft - Italien: Rom, Botschaft - Italien: Mailand, Generalkonsulat - Italien: Palermo, Konsularagentur - Italien: Venedig, Konsularagentur - Kosovo: Priština, Botschaft - Kroatien: Zagreb, Botschaft - Kroatien: Rijeka, Konsularagentur - Kroatien: Split, Konsularagentur - Lettland: Riga, Botschaft - Litauen: Wilna, Botschaft - Luxemburg: Luxemburg, Botschaft | - Nordmazedonien: Skopje, Botschaft - Moldau: Chișinău, Botschaft - Montenegro: Podgorica, Botschaft - Niederlande: Den Haag, Botschaft - Norwegen: Oslo, Botschaft - Österreich: Wien, Botschaft - Polen: Warschau, Botschaft - Polen: Katowice, Generalkonsulat - Portugal: Lissabon, Botschaft - Rumänien: Bukarest, Botschaft - Russland: Moskau, Botschaft - Russland: Jekaterinburg, Generalkonsulat - Russland: St. Petersburg, Generalkonsulat - Schweden: Stockholm, Botschaft - Schweiz: Bern, Botschaft - Serbien: Belgrad, Botschaft - Slowakei: Bratislava, Botschaft - Slowenien: Ljubljana, Botschaft - Spanien: Madrid, Botschaft - Spanien: Barcelona, Konsularagentur - Türkei: Ankara, Botschaft - Türkei: Istanbul, Generalkonsulat - Ukraine: Kiew, Botschaft - Ukraine: Lemberg, Generalkonsulat - Ungarn: Budapest, Botschaft - Vereinigtes Königreich: London, Botschaft - Belarus: Minsk, Botschaft - Zypern: Nikosia, Botschaft |

### Nordamerika
| - Kanada: Ottawa, Botschaft - Kanada: Toronto, Generalkonsulat - Kuba: Havanna, Botschaft - Mexiko: Mexiko-Stadt, Botschaft | - Vereinigte Staaten: Washington, D.C., Botschaft - Vereinigte Staaten: Chicago, Generalkonsulat - Vereinigte Staaten: Los Angeles, Generalkonsulat - Vereinigte Staaten: New York, Generalkonsulat |

### Südamerika
| - Argentinien: Buenos Aires, Botschaft - Brasilien: Brasília, Botschaft - Brasilien: São Paulo, Generalkonsulat | - Chile: Santiago de Chile, Botschaft - Peru: Lima, Botschaft |

## Vertretungen bei internationalen Organisationen
- Europäische Union: Brüssel, Ständige Vertretung
- Europarat: Straßburg, Ständige Vertretung
- NATO: Brüssel, Ständige Vertretung
- Vereinte Nationen: New York, Ständige Vertretung
- Vereinte Nationen: Genf, Ständige Vertretung
- Organisation für Sicherheit und Zusammenarbeit in Europa (OSZE): Wien, Ständige Vertretung
- Organisation der Vereinten Nationen für Erziehung, Wissenschaft und Kultur (UNESCO): Paris, Ständige Vertretung
- Heiliger Stuhl: Vatikanstadt, Botschaft